# Rafa Silva
Rafael Alexandre Fernandes Ferreira da Silva (Barreiro, Portugal, 17 de mayo de 1993), más conocido como Rafa Silva, es un futbolista portugués que juega de centrocampista en el Beşiktaş J. K. de la Superliga de Turquía.

## Selección nacional
En septiembre de 2022, después de haber disputado veinticinco partidos con la selección de Portugal y haber formado parte de las plantillas que ganaron la Eurocopa 2016 y la Liga de Naciones 2018-19, anunció su retirada como internacional.

### Participaciones en Mundiales
| Mundial                     | Sede   | Resultado    | Partidos | Goles |
| --------------------------- | ------ | ------------ | -------- | ----- |
| Copa Mundial de Fútbol 2014 | Brasil | Primera fase | 3        | 0     |

### Participaciones en Eurocopas
| Copa          | Sede    | Resultado        |
| ------------- | ------- | ---------------- |
| Eurocopa 2016 | Francia | Campeón          |
| Eurocopa 2020 | Europa  | Octavos de final |

## Estadísticas

### Clubes
Actualizado al último partido disputado el 6 de noviembre de 2024.
| Club                     | Div.          | Temporada     | Liga  | Liga  | Liga   | Copas nacionales | Copas nacionales | Copas nacionales | Copas internacionales | Copas internacionales | Copas internacionales | Total | Total | Total  |
| Club                     | Div.          | Temporada     | Part. | Goles | Asist. | Part.            | Goles            | Asist.           | Part.                 | Goles                 | Asist.                | Part. | Goles | Asist. |
| ------------------------ | ------------- | ------------- | ----- | ----- | ------ | ---------------- | ---------------- | ---------------- | --------------------- | --------------------- | --------------------- | ----- | ----- | ------ |
| C. D. Feirense Portugal  | 2.ª           | 2012-13       | 41    | 10    | 0      | 6                | 1                | 0                | —                     | —                     | —                     | 47    | 11    | 0      |
| C. D. Feirense Portugal  | Total club    | Total club    | 41    | 10    | 0      | 6                | 1                | 0                | 0                     | 0                     | 0                     | 47    | 11    | 0      |
| S. C. Braga "B" Portugal | 2.ª           | 2013-14       | 1     | 0     | 0      | —                | —                | —                | —                     | —                     | —                     | 1     | 0     | 0      |
| S. C. Braga "B" Portugal | Total club    | Total club    | 1     | 0     | 0      | 0                | 0                | 0                | 0                     | 0                     | 0                     | 1     | 0     | 0      |
| S. C. Braga Portugal     | 1.ª           | 2013-14       | 23    | 3     | 3      | 8                | 5                | 0                | 0                     | 0                     | 0                     | 31    | 8     | 3      |
| S. C. Braga Portugal     | 1.ª           | 2014-15       | 34    | 2     | 6      | 9                | 3                | 0                | —                     | —                     | —                     | 43    | 5     | 6      |
| S. C. Braga Portugal     | 1.ª           | 2015-16       | 30    | 8     | 0      | 8                | 1                | 0                | 12                    | 3                     | 4                     | 50    | 12    | 4      |
| S. C. Braga Portugal     | 1.ª           | 2016-17       | 1     | 0     | 0      | 1                | 0                | 0                | —                     | —                     | —                     | 2     | 0     | 0      |
| S. C. Braga Portugal     | Total club    | Total club    | 88    | 13    | 9      | 26               | 9                | 0                | 12                    | 3                     | 4                     | 126   | 25    | 13     |
| S. L. Benfica Portugal   | 1.ª           | 2016-17       | 20    | 2     | 3      | 8                | 0                | 0                | 3                     | 0                     | 0                     | 31    | 2     | 3      |
| S. L. Benfica Portugal   | 1.ª           | 2017-18       | 20    | 3     | 4      | 4                | 0                | 0                | 1                     | 0                     | 0                     | 25    | 3     | 4      |
| S. L. Benfica Portugal   | 1.ª           | 2018-19       | 26    | 17    | 2      | 6                | 4                | 0                | 12                    | 0                     | 0                     | 44    | 21    | 2      |
| S. L. Benfica Portugal   | 1.ª           | 2019-20       | 25    | 7     | 5      | 6                | 2                | 3                | 5                     | 2                     | 1                     | 36    | 11    | 9      |
| S. L. Benfica Portugal   | 1.ª           | 2020-21       | 29    | 5     | 5      | 8                | 1                | 1                | 9                     | 3                     | 1                     | 46    | 9     | 7      |
| S. L. Benfica Portugal   | 1.ª           | 2021-22       | 28    | 8     | 14     | 4                | 1                | 0                | 13                    | 3                     | 1                     | 45    | 12    | 15     |
| S. L. Benfica Portugal   | 1.ª           | 2022-23       | 28    | 8     | 4      | 5                | 0                | 2                | 14                    | 6                     | 3                     | 47    | 14    | 9      |
| S. L. Benfica Portugal   | 1.ª           | 2023-24       | 30    | 14    | 12     | 10               | 4                | 3                | 12                    | 4                     | 0                     | 52    | 22    | 15     |
| S. L. Benfica Portugal   | Total club    | Total club    | 206   | 64    | 49     | 51               | 12               | 9                | 69                    | 18                    | 6                     | 326   | 94    | 64     |
| Beşiktaş J. K. Turquía   | 1.ª           | 2024-25       | 10    | 3     | 0      | 1                | 1                | 1                | 6                     | 1                     | 3                     | 17    | 5     | 4      |
| Beşiktaş J. K. Turquía   | Total club    | Total club    | 10    | 3     | 0      | 1                | 1                | 1                | 6                     | 1                     | 3                     | 17    | 5     | 4      |
| Total carrera            | Total carrera | Total carrera | 346   | 90    | 58     | 84               | 23               | 10               | 87                    | 22                    | 13                    | 517   | 135   | 81     |

## Palmarés

### Títulos nacionales
| Título                | Club           | País     | Año  |
| --------------------- | -------------- | -------- | ---- |
| Copa de Portugal      | S. C. Braga    | Portugal | 2016 |
| Primeira Liga         | S. L. Benfica  | Portugal | 2017 |
| Copa de Portugal      | S. L. Benfica  | Portugal | 2017 |
| Supercopa de Portugal | S. L. Benfica  | Portugal | 2017 |
| Primeira Liga         | S. L. Benfica  | Portugal | 2019 |
| Supercopa de Portugal | S. L. Benfica  | Portugal | 2019 |
| Primeira Liga         | S. L. Benfica  | Portugal | 2023 |
| Supercopa de Portugal | S. L. Benfica  | Portugal | 2023 |
| Supercopa de Turquía  | Beşiktaş J. K. | Turquía  | 2024 |

### Títulos internacionales
| Título                      | Club (*) | País     | Año  |
| --------------------------- | -------- | -------- | ---- |
| Eurocopa                    | Portugal | Francia  | 2016 |
| Liga de Naciones de la UEFA | Portugal | Portugal | 2019 |

(*) Incluyendo la selección.